# Inntal-Gymnasium Raubling
Das Inntal-Gymnasium Raubling ist ein Gymnasium im oberbayerischen Raubling  mit einer sprachlichen und einer naturwissenschaftlich-technologischen Ausrichtung.

## Profil
Fremdsprachen werden in verschiedenen Jahrgangsstufen angeboten. In Klasse 5 ist als erste Fremdsprache Englisch verpflichtend. In der 6. Jahrgangsstufe kommt eine weitere Fremdsprache, entweder Französisch oder Latein, hinzu. Als dritte Fremdsprache kann im sprachlichen Zweig Französisch oder Italienisch gewählt werden.
Ein wesentlicher Bestandteil des Schullebens sind die individuellen Förderungen für schwächere Schüler, aber auch die Begabtenförderung.
Zudem besteht ein vielfältiges Angebot an Wahlunterricht und Arbeitskreisen.
Eine Bibliothek mit über 30000 Medien steht den Schülern, Eltern und Lehrern zur Verfügung.

## Geschichte
Der Bau der Schule wurde am 5. Juli 1994 durch das bayerische Staatsministerium für Unterricht und Kultus als Gymnasium mit den Klassen 5–13 beschlossen. Der Bau begann 1995, so dass zum Schuljahr 1997/1998 der Schulbetrieb mit den Jahrgangsstufen 5–8 aufgenommen werden konnte.
Zu Beginn gab es sieben fünfte Klassen, drei sechste Klassen, zwei siebte Klassen und zwei achte Klassen, welche 2003 den ersten Abiturjahrgang stellten.
Wegen des schnellen Wachstums der Schule entschied man sich schon früher als geplant dafür, die Bauarbeiten für den Erweiterungsbau zu beginnen. So wurden 1999 die neu angelegten Lehrerparkplätze im Bereich der heutigen Bushaltestellen nach zwei Jahren Nutzung wieder abgerissen und der Bau für einen neuen Trakt begonnen, welcher 2001 eröffnet wurde, um die angespannte Raumsituation zu entlasten. Mit der Umstellung vom G9 auf G8 stieg auch der Bedarf an Mittagessen für die Schüler, weshalb im Juli 2007 eine neue Mensa auf dem Gelände eröffnete.
Zum 25-jährigen Bestehen wurde die Schule im Juli 2022 von „Gymnasium Raubling“ in „Inntal-Gymnasium Raubling“ umbenannt.

### Schulleitung
Bis zum Schuljahr 2001/2002 stand das Gymnasium unter der Leitung von Josef Huber, der zum Schuljahr 2002/2003 von Kathrin Hörmann-Lösch abgelöst wurde. Seit dem Schuljahr 2018/2019 wurde die Schule von Armin Stadler geleitet. Im Mai 2025 übernahm Anton Seitz die Schulleitung.

## Aktivitäten
Am Gymnasium Raubling werden jährlich viele Veranstaltungen von Lehrern, Eltern und den Schülern gemeinsam organisiert. Die fünften Klassen werden in den ersten Schultagen mit einem großen Empfangsfest begrüßt. Im weiteren Schuljahresverlauf finden Foodcoaching-Kurse und Sportturniere für die Fünftklässler statt. Alle 6. Klassen können an einer Wintersportwoche teilnehmen. Für die Schüler der 7. Klassen, die als zweite Fremdsprache Französisch gewählt haben, findet ein Schüleraustausch mit einer Schule in Dijon statt. Gegen Ende des Schuljahres bietet die Schule noch ein Suchtpräventions-Seminar. Der Lehrplan des Freistaats Bayern verpflichtet die 9. Jahrgangsstufen aller bayerischen Gymnasien im Rahmen der deutschen Geschichte, ein Konzentrationslager zu besichtigen. Hier fährt die Schule jährlich zum Konzentrationslager in Dachau. In der letzten Schulwoche suchen sich die Schüler dann eine Praktikumsstelle im Rahmen des Wirtschaftsunterrichts. Vorbereitet werden die Schüler dafür mit einem Benimmkurs der AOK Bayern. In der zehnten Klasse besichtigen die Schüler den Bayerischen Landtag. Für die Französischklassen wird ein Schüleraustausch mit einer Schule in Marseille angeboten, die Italienischklassen fahren nach Valdagno. Alternativ können auch ein Schüleraustausch mit einer Partnerschule in Sydney (Australien), Shanghai (Volksrepublik China) oder in Orange County/Kalifornien (Vereinigte Staaten von Amerika) gemacht werden.
Alle vier Jahre organisiert die Schule für alle Schüler einen Lauf ohne Grenzen. Dabei handelt es sich um einen Solidaritätslauf, bei dem sich die Schüler Sponsoren suchen, die sie dann pro gelaufene Runde mit einem festgelegten Betrag unterstützten. Das „erlaufene“ Geld wird an zwei Hilfsprojekte (TICA, Bolivien und Little Smile, Sri Lanka) gespendet, die die Schule schon seit langem unterstützt. Die  Schüler erliefen 2014 rund 11.000 Kilometer.